# Hispanie
 (juin 2019).
Si vous disposez d'ouvrages ou d'articles de référence ou si vous connaissez des sites web de qualité traitant du thème abordé ici, merci de compléter l'article en donnant les références utiles à sa vérifiabilité et en les liant à la section « Notes et références ».
Cet article possède un paronyme, voir hispanique.
L’Hispanie (en latin Hispania) est le nom donné par les Romains à la péninsule Ibérique. Depuis le XVe siècle l’Hispanie est l’hôte des États modernes espagnol et portugais.
Selon Isidore de Séville, le nom peut provenir soit de Hispalis : « Occident, pays de l’Ouest », de même étymologie indo-européenne que Hesperos, Hesperia en grec, soit du phénicien 𐤉𐤍𐤐𐤎𐤉𐤀 : ’yspny, pouvant être interprété de deux manières : « contrée des damans » (s’agissant des lapins que les carthaginois ont pris pour des damans) ou bien « contrée des forges », le pays étant renommé pour ses minéraux.
Son histoire peut se découper en trois périodes : 
- de -501 à -202 : période ibère, avec une importante influence celtique dans le centre et présence carthaginoise dans le sud (Hispanie barcide) ;
- de -202 à 409 : période romaine, s’achevant avec l’arrivée des Vandales, des Suèves et des Alains, puis des Wisigoths ;
- de 507 à 711 : période wisigothique, lorsque la péninsule Ibérique devient l’Hispanie wisigothique à partir du Ve siècle, avec une présence byzantine dans le sud entre 552 et 624 (province romaine d’Orient appelée Spania ou Hispania).

## Présence carthaginoise durant la période ibère
Au début les Carthaginois installent des comptoirs commerciaux sur la côte, sans pousser plus profondément à l’intérieur de l’Hispanie. En -501, ils s’emparent de Gadès (Cadix), une ancienne colonie phénicienne.
Après la première guerre punique, les Carthaginois s'étendent rapidement dans le Sud, sous la conduite des Barcides. Ils y exploitent des mines d’or et redonnent à Carthage sa puissance économique et commerciale. En -230, ils fondent Carthagène, la nouvelle Carthage (Cartago Nova).
En -218, Hannibal forme une puissante armée qui comprend un contingent d’Ibères, et commence la deuxième guerre punique en prenant Sagonte, puis en marchant vers l’Italie. Les Romains ne peuvent l’intercepter en Gaule, et dirigent une partie de leurs forces sur l'Hispanie, qui devient un théâtre d’opération de cette guerre.

Après divers affrontements, Scipion l'Africain prend Carthagène en -209, et en -207, Hasdrubal mène les dernières forces carthaginoises de l'Hispanie vers l'Italie.

En -202, la capitulation de Carthage livre officiellement l’Hispanie carthaginoise à Rome.

## Conquête romaine

Populations et langues de la péninsule ibérique vers 300 av. J.-C.
Implantation romaine
Présence carthaginoise vers 220
Méditerranée vers 218
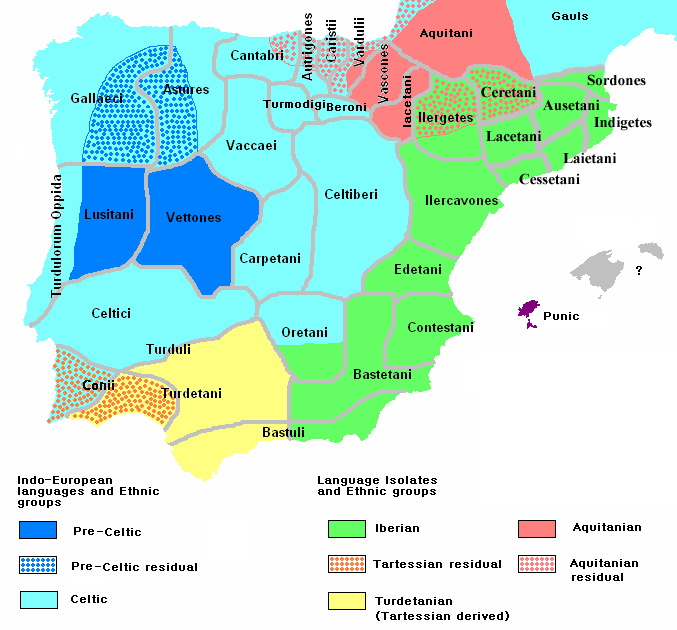
Ethnographie vers 200
Provinces ibériques en 197
Péninsule ibérique vers 100 AEC
Provinces ibériques en +13
Ibérie romanisée vers +125
Provinces ibériques en +298

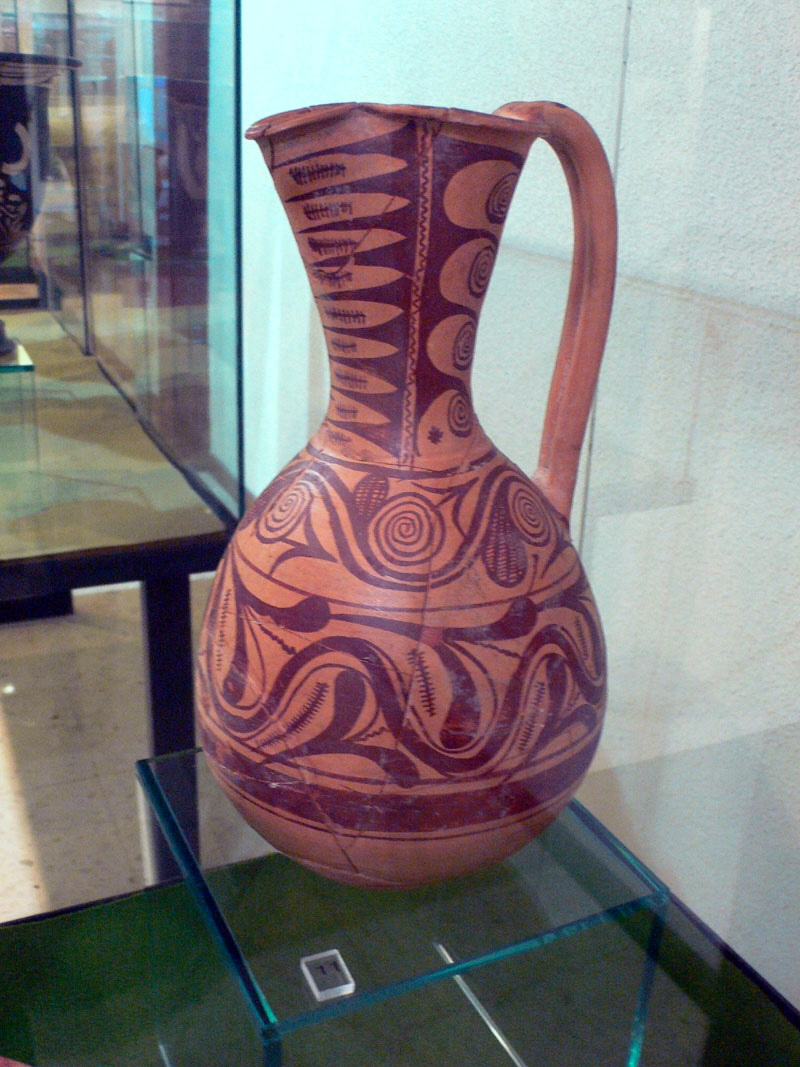
Oenochoé ibérique (Musée archéologique municipal de Carthagène, Espagne).

En -197, les Romains divisent l’Hispanie en deux provinces : Hispanie citérieure, donnant sur la Méditerranée, et Hispanie ultérieure (car plus éloignée de Rome), comprenant le Sud et tournée vers l’océan.
La conquête romaine de la péninsule Ibérique fut longue, pour plusieurs raisons :
- dans la première partie du IIe siècle, le Sénat romain n’avait pas de vision expansionniste, il se contentait de conserver ses acquis territoriaux et d’affaiblir les adversaires potentiels ;
- les peuples locaux opposèrent souvent une résistance acharnée, et infligèrent plusieurs défaites aux armées romaines.

La chronologie résumée est la suivante :
- de -191 à -189, révolte des Celtibères, soumission de l’intérieur de l’Hispanie ;
- en -154, occupation de la Lusitanie ;
- de -147 à -139, le berger lusitanien Viriate organise une résistance efficace, et bat plusieurs armées romaines. Les Romains ne purent en venir à bout qu’en le faisant assassiner par ses partisans ;
- de -142 à -133, guerre contre Numance entre l’Èbre et le Douro. En 137, le consul Gaius Hostilius Mancinus capitule avec son armée devant les Numantins ;
- en -137, campagnes contre les Galèces (Galleacia) ;
- en -134, arrive à la péninsule le consul Scipion Émilien accompagné par son état-major, parmi lequel se trouvent l'auxiliaire numide Jugurtha, Caïus Gracchus ainsi que par l'historien Polybe. Scipion attaque les indigènes et détruit leurs récoltes pour empêcher qu'ils aident les Numantins. Il entame le siège de Numance en construisant d'imposantes ouvrages de circonvallation ;
- en -133, la ville est prise par Scipion et débutent les campagnes contre les Vascons.

La conquête de la péninsule suit une pause pendant un siècle, car l’Orient constitue un champ de conquête beaucoup plus attractif que l’Hispanie, tandis que les populations hispaniques ont montré leur capacité de résistance. La partie nord-ouest de l’Hispanie reste donc insoumise.
- de -80 à -72, révolte de Sertorius, partisan de Marius. Il enrôle de nombreux hispanes dans ses légions, s’entend avec les élites locales et contribue à la romanisation du pays à partir de la ville de Clunia. Pompée parvient à réduire cette révolte.
- en -61 et -60, Jules César est propréteur en Hispanie ultérieure
- en -49 et -45, campagnes éclairs de Jules César contre les pompéiens, vaincus à la bataille de Munda.
- de -29 à -19, Auguste puis Agrippa avec 5 légions soumettent difficilement les montagnards Asturiens et les Cantabres. Leurs chefs soumis furent relégués dans une fondation au nord des Pyrénées, Lugdunum Convenarum.

## Hispanie romaine

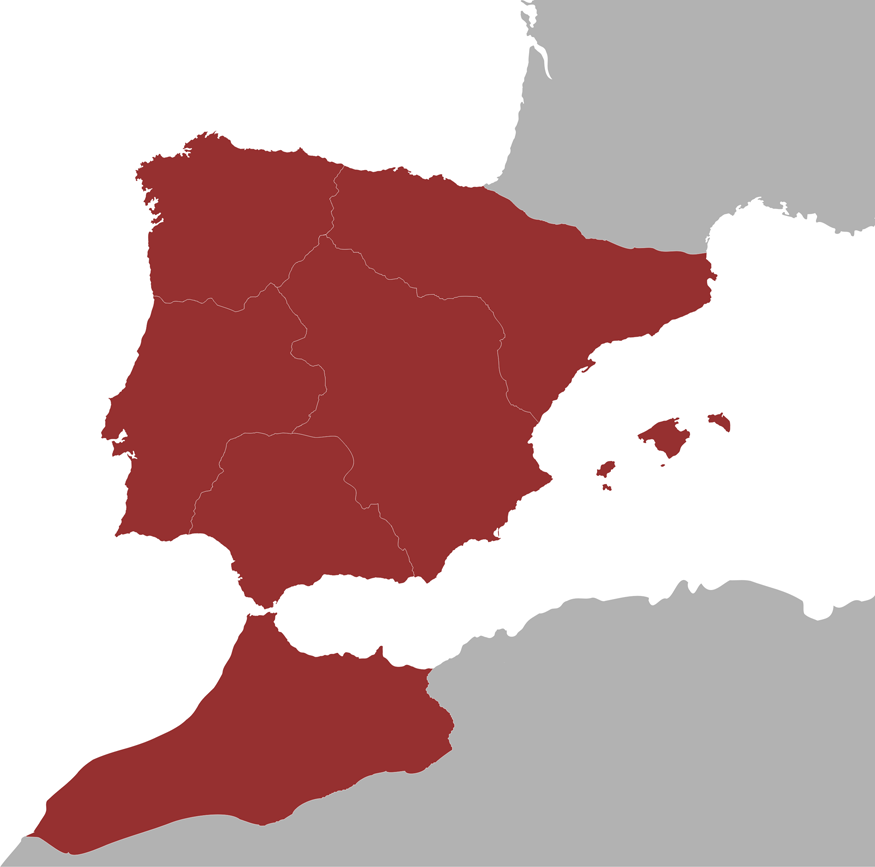
Le Diocesis Hispaniarum de l'Empire romain au IVe siècle.

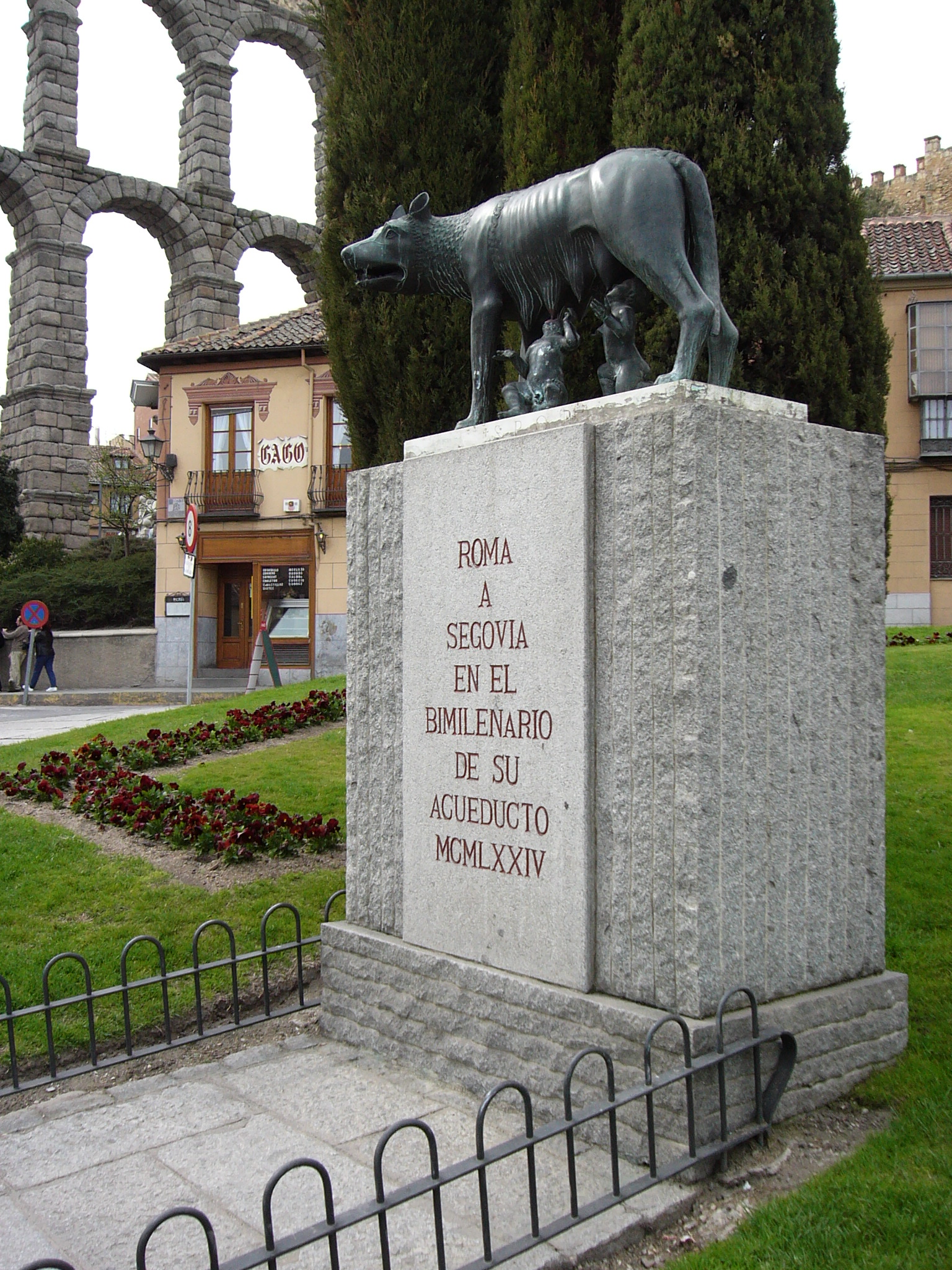
Romanisation de l'Hispanie : reproduction de la louve romaine à Ségovie (commémoration du bimillénaire de l'aqueduc).

La conquête romaine de la péninsule est achevée, Auguste la divise en trois provinces : l’Hispanie ultérieure est divisée en Bétique, conquête ancienne bien romanisée qui devient une province sénatoriale et Lusitanie. L’Hispanie citérieure devient la Tarraconaise. Tarraconaise et Lusitanie sont encore occupées par des légions (6 légions en l’an 6), et ont le statut de provinces impériales.
Des colonies romaines sont fondées aux endroits stratégiques :
- Bracara Augusta (Braga) et Asturica Augusta (Astorga), surveillant les peuples montagnards du nord de la péninsule Ibérique restés insoumis à Rome (Astures, Cantabres, Vascons) ;
- Emerita Augusta (Merida) capitale de la Diócesis Hispaniarum[2] ;
- Caesaraugusta (Saragosse).

La via Augusta vient de Gaule narbonnaise par le Perthus et traverse le pays par Tarraco, Valentia, Corduba, Hispalis et Gades.
Les trois provinces connurent une longue période de paix, et le nombre des légions présentes fut progressivement réduit à une seule, la VIIe Gemina stationnée à León.

### Intégration politique dans l’Empire romain

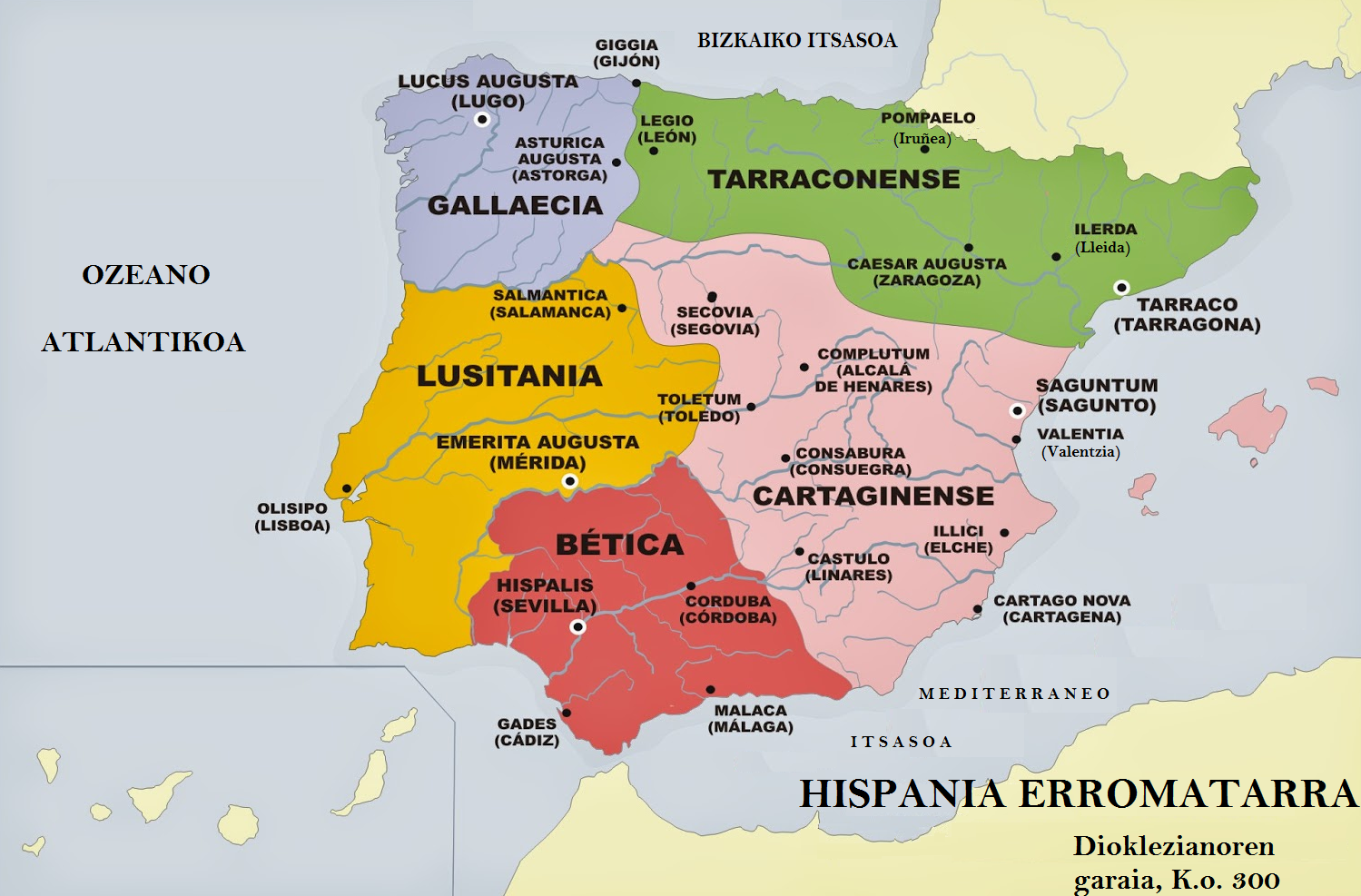
Hispanie romaine vers 300 (Dioclétien)

La culture autochtone de l’Hispanie est progressivement transformée par l’occupation romaine. De même que l’on parle des Gallo-romains pour souligner la profonde transformation des peuples de Gaule sous l’Empire romain, l’historiographie parlera d’hispano-romains : c’est l’origine des langues ibéro-romanes.
Les Romains bâtissent les aqueducs, les ponts, les bains, les amphithéâtres… ils dotent leurs provinces d’Hispanie d’institutions, d’une hiérarchie. Ils en fixent les nouvelles classes sociales : l’aristocratie, la classe moyenne (regroupant les administrateurs, les juristes, les lettrés, les ingénieurs, les militaires, les commerçants, les industriels et les petits propriétaires) ; le peuple constitué par les hommes libres n’appartenant à aucune des deux catégories précédentes, ils étaient des travailleurs des mines, des agriculteurs, des soldats, des pêcheurs ; et enfin les esclaves sans droits.
Même si la politique de l’Hispania romaine était sous le contrôle du gouvernement impérial de Rome, des élections prenaient place chaque année pour désigner le gouvernement des villes et des régions. Rome établit des lois et des constitutions pour organiser le territoire, fonda de nombreuses colonies romaines et accorda de plus en plus la citoyenneté romaine aux autochtones ; l'empereur Vespasien la généralisa à toutes les villes de la péninsule. L’Hispanie fut la terre natale d’écrivains romains, Martial, Quintilien, Sénèque, Lucain et de plusieurs empereurs (Trajan, Hadrien, Théodose Ier).

### Apports culturels et religieux
Le plus grand apport culturel est sûrement la langue latine qui donnera les langues ibéro-romanes dont sont issus le castillan, le catalan, l’aragonais, le galicien et, à partir de ce dernier, le portugais.
L'apparition du commerce et des prémices de l'individualisme avec la propriété privée ont bouleversé l'Hispanie qui est urbanisée.
L'agriculture et les mines étaient les principales richesses d’Hispania, l'amenant à échanger avec d'autres régions de l'Empire romain. Les Romains ont développé le commerce en Hispanie en favorisant les échanges avec d'autres régions d'Europe. La péninsule exportait les produits miniers (argent, plomb, or), les céréales, l'huile d'olive et le vin.

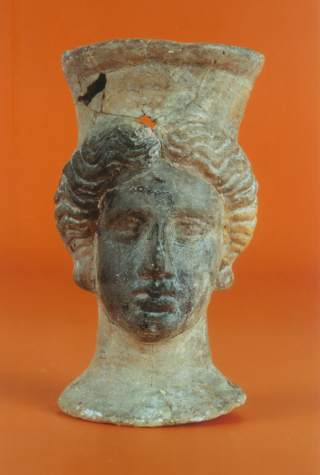
Brûle-parfums de l’Hispanie romaine. Tossal de Manises (Alicante).

Il est en revanche légendaire que saint Paul ait voyagé en Hispanie. La christianisation débute au IIe siècle. Le développement du christianisme s'est effectué rapidement, du littoral vers l'intérieur des terres, grâce à la présence romaine dans le pays. Au IVe siècle, la nouvelle religion devient majoritaire, et fournit un évêque de Rome (Damase Ier de 366 à 384) puis, en 385, le premier évêque de l'histoire exécuté pour « hérésie » : l'ascète Priscillien. Par la suite, un autre schisme divisera les chrétiens de la péninsule entre les disciples d'Arien et les fidèles du christianisme nicéen (que les sources espagnoles, ainsi que Michel Le Quien ou Charles George Herbermann, assimilent à l'église catholique telle qu'elle s'est affirmée depuis mille ans.
De leur arrivée en Hispanie jusqu'en 587-589, les Wisigoths adopteront la forme arienne du christianisme, avant de se convertir au christianisme nicéen (chalcédonisme, appelé catholicisme par les sources postérieurs au schisme de 1054) sous l'influence de Léandre de Séville, lors du troisième concile de Tolède. Ce changement inaugura, pour les Juifs d'Hispanie dits « séfarades », une longue série de persécutions qui culmineront bien plus tard par leur expulsion.

## L'Hispanie wisigothique (507-711)

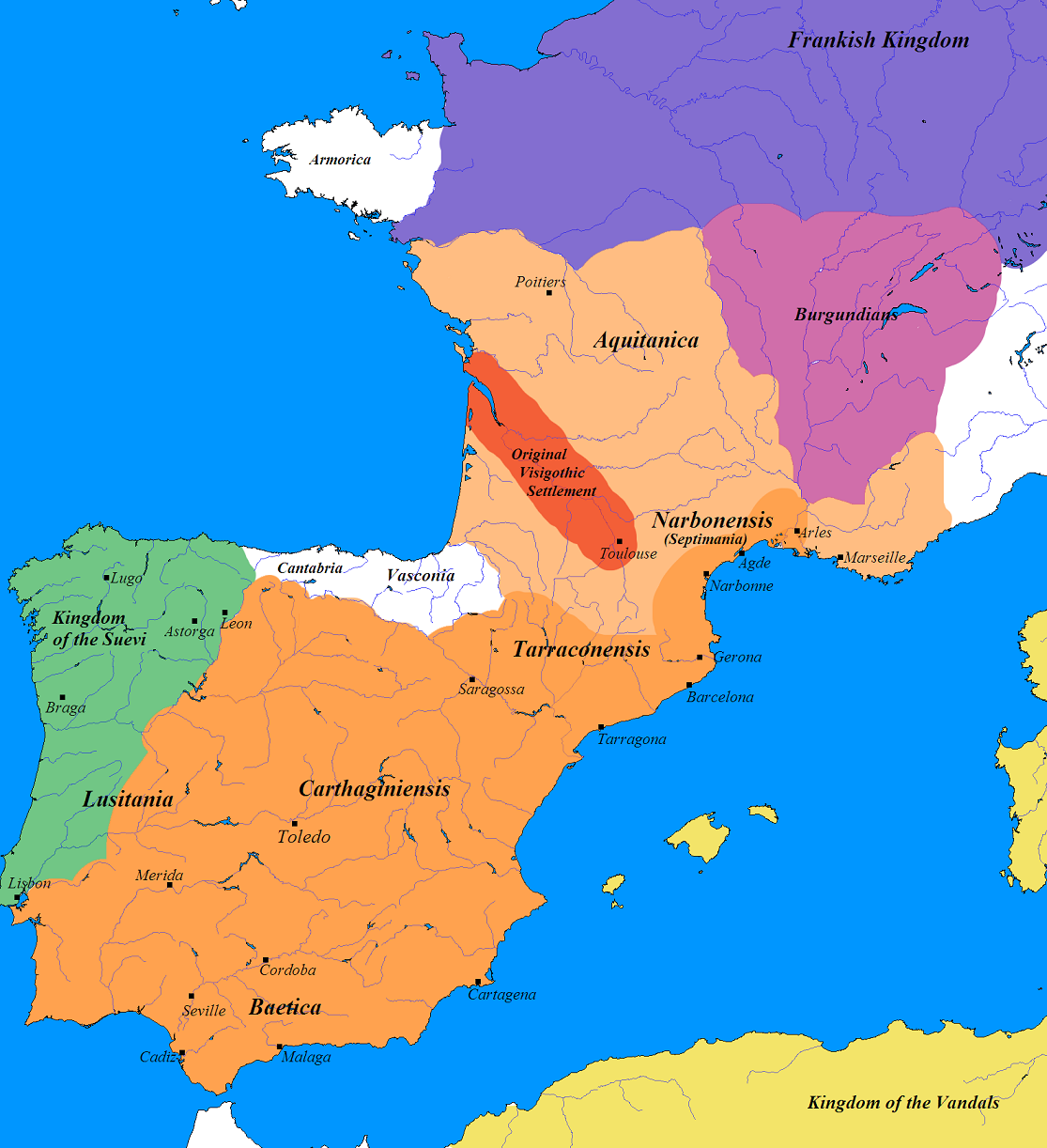
Royaume wisigoth.

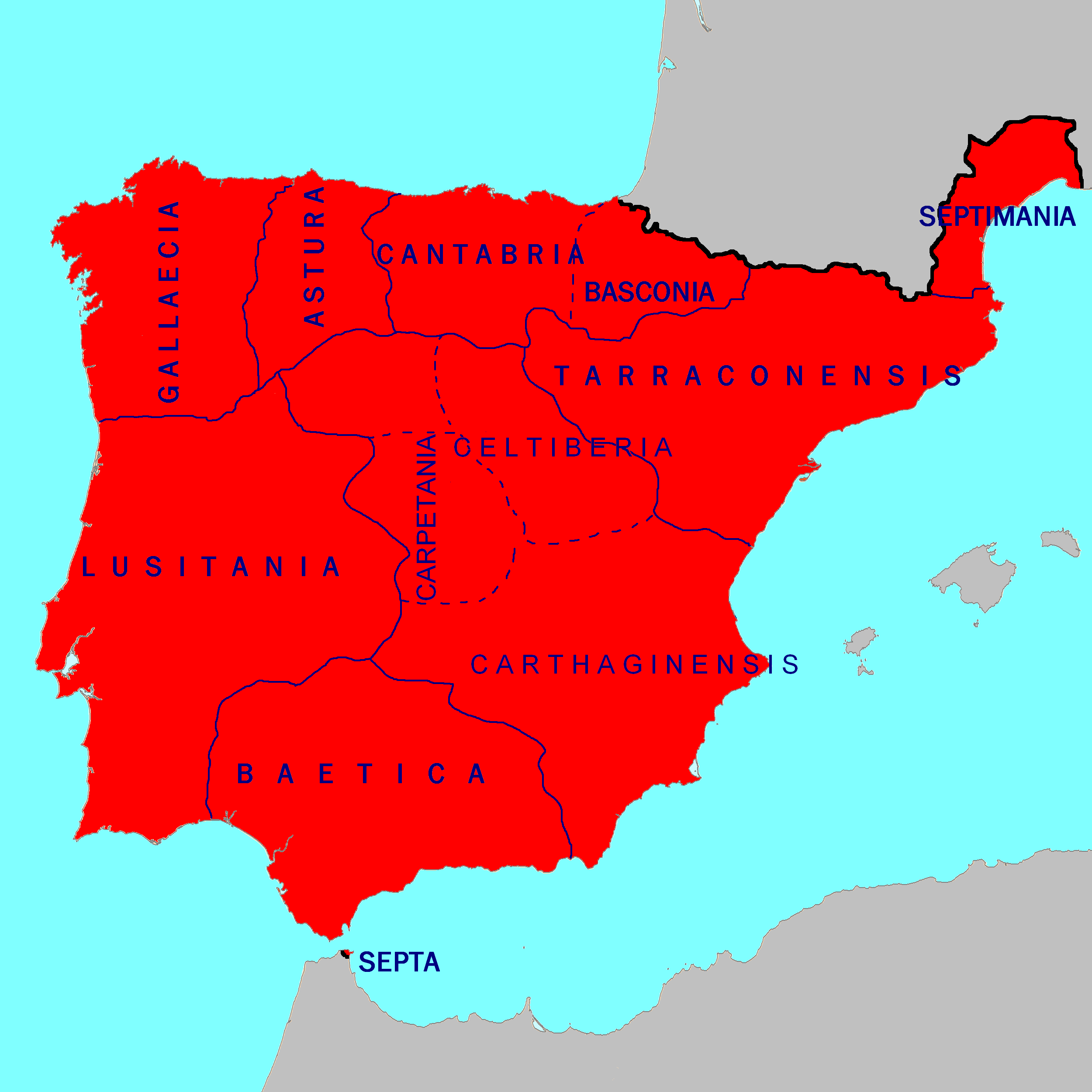
Hispanie vers 700.

Les Wisigoths pénétrèrent en Hispanie dès 414, comme fédérés de l'Empire romain. Depuis l'Hispanie romaine, les Wisigoths avaient déjà régulièrement lancé des raids militaires pour combattre les Vandales, les Suèves (organisés en un petit royaume Gallaecia dans le nord-ouest du pays) et les Alains, eux aussi à la solde de Rome. La péninsule Ibérique devient alors l'Hispanie wisigothique après la bataille de Vouillé en 507. En 508, moins d'un an après la bataille de Vouillé, la pression franque pousse ensuite les Wisigoths, qui ne conservent au nord des Pyrénées que la Septimanie, à se replier en masse sur l'Hispanie où ils établissent leur capitale à Barcino (Barcelone) de 531 à 542, avant de se replier définitivement plus au sud, à Tolède. Une nouvelle période commence, qui va durer un peu plus de deux siècles et unir indissolublement les Wisigoths à la péninsule ibérique.

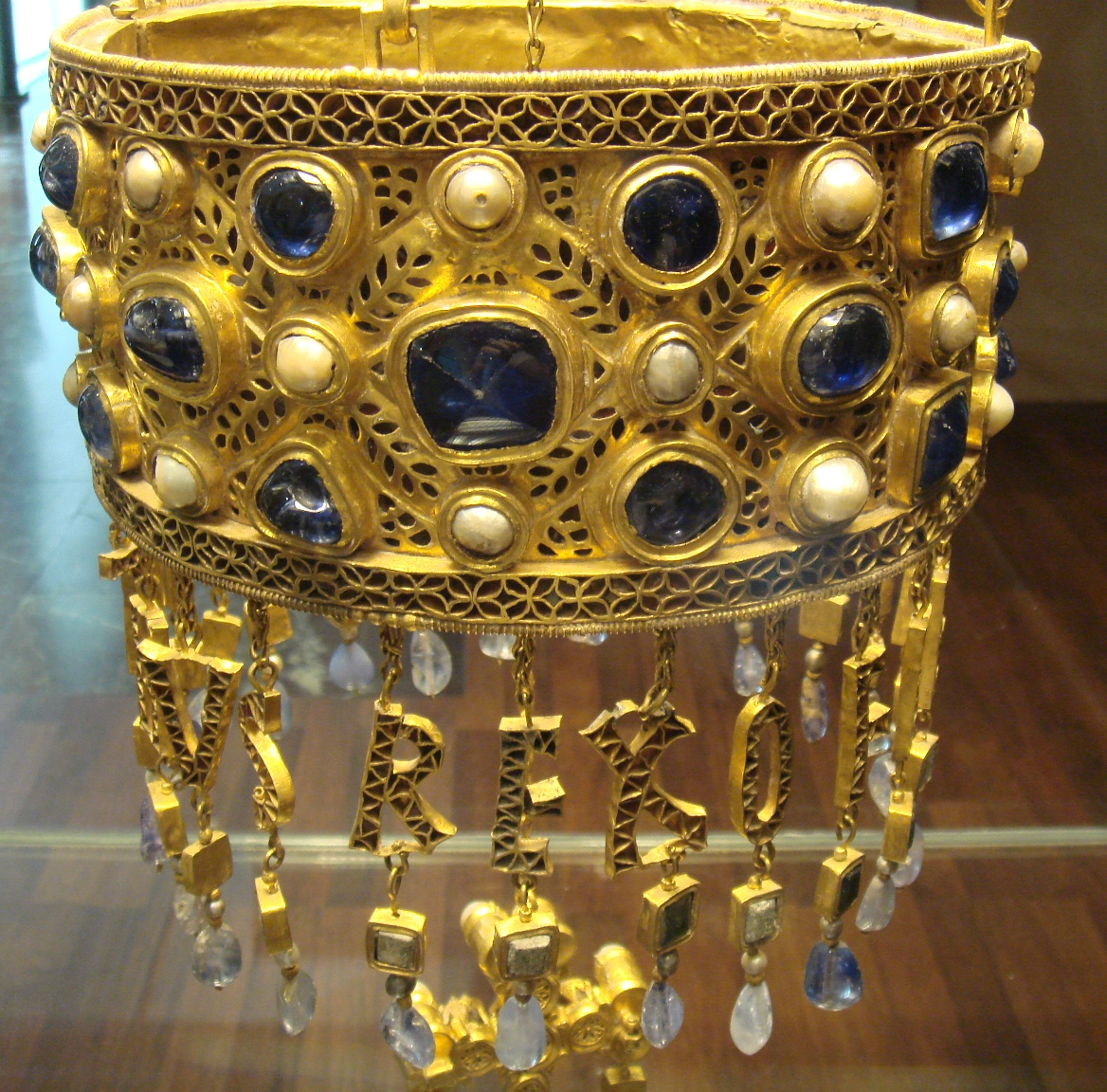
Couronne votive du roi Réceswinthe, Trésor de Guarrazar (Espagne)
On peut lire en lettres suspendues:
RECCESVINTHVS REX OFFERET

En 710, la succession du roi Wittiza met pleinement en lumière ces luttes entre clans rivaux qui, au sein du palais, contrôlent le pouvoir. Écartant le fils de Wittiza, l'aristocratie acclame un chef militaire Rodrich en wisigothique, Don Rodrigo en espagnol, également Rodrigue en français) et Rodéric. En 711 se produit la Bataille de Guadalete, profitant d'une campagne de Rodéric contre les Vascons dans le Nord de la péninsule, les musulmans débarquent dans la nuit du 27 au 28 avril 711 sur le rocher auquel leur chef, Tariq ibn Ziyad, aurait donné son nom (djebel Tariq, futur Gibraltar). Le roi se porte à leur rencontre et l'affrontement a lieu sur les rives du Guadalete, probablement le 23 juillet. Les fidèles de Wittiza désertent au milieu de la bataille, et il y aura la défaite de l’armée wisigothique et la disparition de Rodéric, dont on ne retrouva jamais le corps. Le Royaume Wisigoth d’Hispanie fut détruit sauf le nord par les musulmans, et Pélage avec les Astures, quelques nobles wisigoths et une population wisigothe fuyant les Maures se réfugia dans les Asturies et commença la Reconquête. Il vaincra les musulmans à la bataille de Covadonga, F. Navarro Villoslada (1818-1895) dans son article Covadonga (1857) dans le journal culturel et scientifique espagnol:El Museo Universal, écrit sur les goths de Pélage :

« Avec une telle vie, leur esprit et leur corps ont été revigorés en même temps. Ils n'étaient plus les Wisigoths lâches et efféminés de Witiza, ils étaient les dignes descendants de cette race teutonne venue mêler son sang à celui du Bas Empire pour sauver la civilisation européenne, ils étaient ces fils du Nord que l'on appelait le fléau de Dieu. »

### Orfèvrerie wisigothique d'Hispanie
L'orfèvrerie connaît un grand essor, notamment avec l'atelier royal d'où sortent croix et couronnes votives qui, comme à Constantinople, sont suspendues au-dessus des autels. Les couronnes votives de Réceswinthe (vers 670) et Swinthila (vers 625) sont particulièrement remarquables. Sur celle Réceswinthe pendent des lettres en or disant RECCESVINTVS REX OFFERET (« Le roi Réceswinthe l'a offert »). La découverte du trésor de Guarrazar, composé de couronnes et de croix que plusieurs rois de Tolède ont offert aux églises par dévotion, constitue un témoignage important de cet art. Le trésor a été exhumé entre 1858 et 1861 sur le site archéologique de Huerta de Guarrazar, situé dans la ville de Guadamur, près de Tolède. Les pièces du trésor sont réparties entre le Musée de Cluny à Paris, l'Armurerie du Palais Royal et le Musée Archéologique National, tous deux à Madrid. Dans la nuit du 4 avril 1921, la couronne de Swinthila fut volée dans l'Armurerie du Palais royal à Madrid et elle n'a pas été retrouvée,.

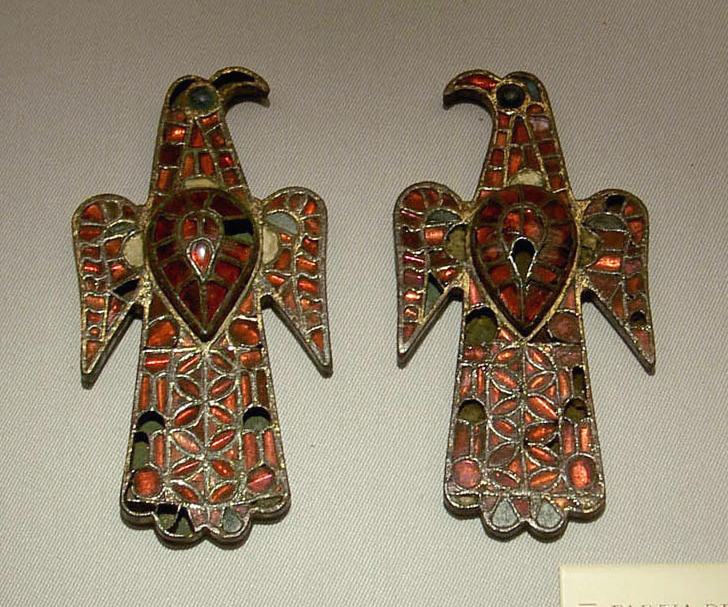
Fibules hispano-wisigothiques, Tierra de Barros- Espagne. Walters Gallery, Baltimore.

Les fibules aquiliformes (en forme d'aigle) qui ont été découvertes dans des nécropoles telles que Duraton, Madrona ou Castiltierra (villes de Ségovie), sont un exemple indubitable de la présence wisigothe en Espagne. Ces fibules étaient utilisées individuellement ou par paires comme fermoirs pour joindre les vêtements. Elles montrent la qualité du travail des orfèvres de l'Hispanie wisigothe.
Il convient également de noter que dans les boucles de ceinture trouvées en Espagne, des historiens tels que G.G. Koenig voient des caractéristiques similaires à la mode danubienne des Ve – VIe siècles. Cette mode s'est développée sur les bords de la mer Noire vers l'an 400 avant que, selon le professeur Michel Kazanski directeur de recherche au CNRS, elle se diffuse, grâce au prestige des Huns, parmi les peuples germaniques et alains, transmetteurs des modes et des coutumes de l'Est vers l'Occident.

### Architecture wisigothique d'Hispanie

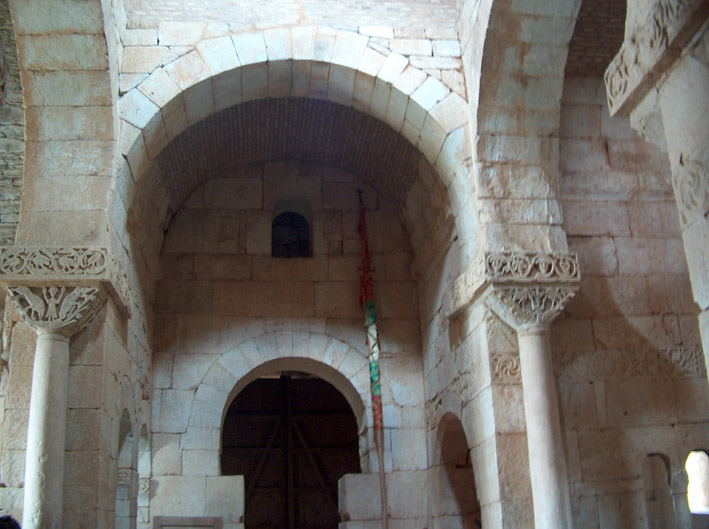
Transept nord de San Pedro de la Nave, campo de Zamora.

Les Espagnols du VIIe siècle continuent à vivre dans des villas de type romain, décorées de fresques, au centre de vastes domaines agricoles ou artisanaux. Ils construisent des églises de plan basilical ou cruciforme, dont seuls nous sont parvenus quelques modestes exemples ruraux. Les architectes utilisent l'arc outrepassé, tandis que les sculpteurs abandonnent la représentation humaine au profit de motifs géométriques, végétaux et animaux où se mêlent les influences romaine, byzantine et orientale.
Certains de ces édifices de l'architecture wisigothe sont parvenus jusqu'à nous, comme l'ermitage de Sainte-Marie de Quintanilla de las Viñas à Burgos, l'église de San Pedro de la Nave, l'église Santa María de Melque à San Martín de Montalbán, l'Église Saint-Jean-Baptiste de Baños de Cerrato à Venta de Baños de type basilique latine, les églises de San Martín et de Église Santa Comba de Bande toutes deux de style plus ou moins byzantin en forme de croix grecque, l'église de Santa Lucía del Trampal à Alcuéscar, la crypte de la cathédrale San Antonín à Palencia, l'église de Sant Cugat del Vallès dans la banlieue de Barcelone, bâtie au VIe siècle, ou encore au Portugal la chapelle de São Frutuoso de Montélios près de Braga.

### Substrat roman de l’Hispanie wisigothique

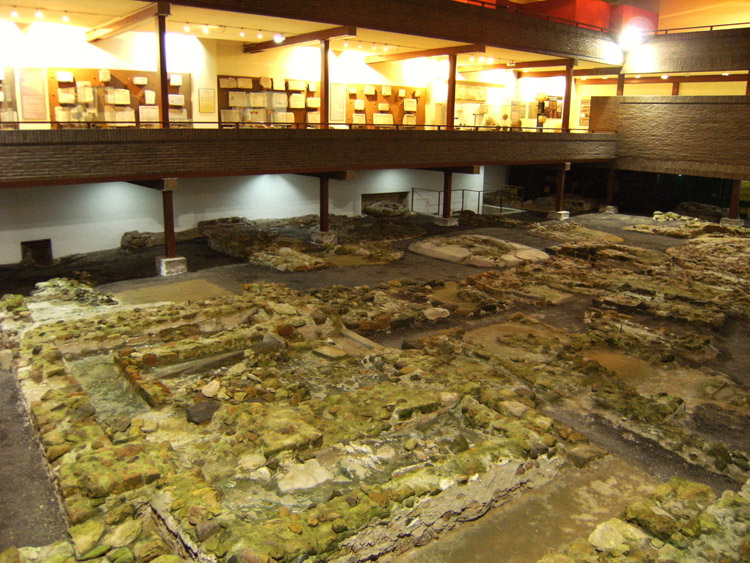
Nécropole paléochrétienne de San Antón en Carthagène (Espagne).

L’Hispanie romaine, devenue romane, se prolonge durant la période wisigothique sous deux formes, l’une culturelle, l’autre politique :
- culturellement, la société hispanique utilise des langues ibéro-romanes issues du latin vulgaire, la langue latine toujours officiellement en usage dans l’administration et l’église, l’art roman, l’architecture romane et le droit romain qui n’est pas aboli mais intégré dans le Liber Iudiciorum, également appelé Lex Visigothorum ou Code de Recceswinth, corpus législatif du royaume wisigoth élaboré sous le règne du roi Réceswinthe (653–672), probablement promulgué en 654 et parfois aussi désigné sous les noms de Livre des Jugements, Liber Iudicum, Liber Gothorum, Fori Iudicum, Forum Iudicum (ou Forum Judicum) et Forum Iudiciorum ;
- politiquement, l’Hispanie romaine d’Orient dans le sud entre 552 et 624 n’est pas de culture grecque comme dans les Balkans ou en Anatolie, mais bien latine, comme en Italie ou dans l’exarchat de Carthage, et cela tant par la langue que par le rite latin de l’église.